# Khumarawayh ibn Ahmad ibn Tulun
Abū l-Jaysh Khumārawayh ibn Aḥmad ibn Ṭūlūn (in arabo ﺍﺑﻮ ﺍﻟﺠﻴﺶ ﺧﻤﺎﺭﻭﻳﻪ ﺑﻦ ﺍﺣﻤﺪ ﺑﻦ ﻃﻮﻟﻮﻥ‎?; Samarra, 864 – Il Cairo, 18 gennaio 896) è stato un Sultano  tulunide che regnò su Egitto e parte della Siria tra l'884 e l'896.
Le tensioni tra Tulunidi e Abbasidi (che non avevano mai rinunciato alla loro sovranità teorica sull'Egitto e la Siria), sfociarono subito dopo la morte di suo padre Aḥmad ibn Ṭūlūn in uno scontro armato, specie dopo che a questo esito aveva spinto Aḥmad ibn Muḥammad al-Wāsiṭī, il miglior generale tulunide passato però dalla parte degli Abbasidi.

Lo scontro ebbe luogo nell'884 nel sud della Palestina in quella che lo studioso tedesco Ulrich Haarmann definisce una "battaglia tragicomica": la battaglia dei Mulini (al-Ṭawāḥīn) che vide vittorioso il giovane Sultano egiziano - malgrado la fuga sua e del futuro al-Muʿtaḍid dal campo di battaglia - grazie alla valentia del generale tulunide Saʿd al-Aysar (che tuttavia, più tardi, si ribellerà invano, venendo giustiziato da Khumārawayh).
Khumārawayh è ricordato per aver fatto sposare nell'892 sua figlia Qaṭr al-Nadā all'abbaside al-Muʿtaḍid, figlio del Reggente abbaside al-Muwaffaq, per sancire il riconoscimento da parte di Baghdad dello status quo creato a suo tempo dal padre di Khumārawayh, Aḥmad b. Ṭūlūn, che aveva posto sotto controllo il territorio siro-egiziano siriano, tra l'Eufrate a est e la Nubia a sud.
La gestione dell'Egitto e della Siria tulunidi fu fallimentare e le casse erariali, riempite dall'abile suo padre Aḥmad b. Ṭūlūn, furono svuotate per le spese improvvide e futili dall'incapace figlio, particolarmente generoso con se stesso e i suoi piaceri e col suo esercito multi-etnico, composto da Turchi Sudanesi, Persiani e Greci, oltre che con la sua guardia scelta (al-mukhtaṣṣ) di Arabi egiziani beduini, fra cui militavano un migliaio di uomini provenienti dall'Africa nera.

Quando già l'amministrazione egiziana era passata nelle mani della famiglia al-Mādharāʾī, Khumārawayh fu assassinato nell'896 da un suo schiavo (non si sa con certezza se prezzolato dal Califfo abbaside) e a succedergli negli ultimi brevissimi sussulti del Sultanato - destinato a cadere nel 905 sotto i colpi degli Abbasidi - fu il figlio Jaysh, seguito subito dopo da suo fratello Hārūn.